# Keith Ellis
Keith Ian Ellis (19. března 1946, Matlock, Anglie – 12. prosince 1978, Darmstadt, Německo) byl anglický baskytarista.

## Kariéra
V šedesátých letech působil v beatové skupině The Koobas. V letech 1968 až 1969 byl členem skupiny Van der Graaf Generator a později krátce hrál v kapele Juicy Lucy. V letech 1975 až 1977 byl členem skupiny Boxer. V roce 1978 se stal členem skupiny Iron Butterfly, se kterou odehrál turné po Německu. Zemřel během tohoto turné ve městě Darmstadt ve věku dvaatřiceti let. Hudebník Peter Hammill, člen skupiny Van der Graaf Generator, mu věnoval píseň „Not for Keith“ ze svého alba pH7.